# UPS 항공 61편 이륙 사고
UPS 항공 61편 이륙 사고(UPS Flight 61)는 2016년 6월 6일 인천국제공항에서 이륙하여 테드 스티븐스 앵커리지 국제공항으로 갈 예정이였던 UPS 항공 61편 MD-11F기가 이륙 과정에서 활주로 이탈 및 노즈 기어 붕괴로 일어난 사고이다. 이로 인해 1번과 3번 엔진이 잔디에 닿았지만, 승무원 4명 모두 살아남았다.